# Debora Vogel
Debora Vogel   (Burxtín, 4 de gener de 1900 - Lviv, agost 1942) va ser una filòsofa i poeta polonesa que va publicar obres en ídix i polonès. Durant la Primera Guerra Mundial la seva família va fugir a Viena i més tard es va traslladar a Lwów (avui Lviv), on Vogel va passar la major part de la seva vida. Va estudiar filosofia i psicologia a la Universitat Jan Kazimierz (actualment anomenada Universitat de Lviv).

## Biografia
Vogel va néixer en una família jueva de parla polonesa a Burxtín (Galítsia, Imperi Austrohongarès, avui a Ucraïna). Durant el seu pas per l'escola secundària jueva va participar activament en el moviment juvenil sionista. Més endavant va estudiar filosofia a Viena i literatura polonesa a Cracòvia. El 1926 va obtenir el doctorat amb una tesi sobre la influència de l'estètica de Hegel en Józef Kremer. Després d'acabar els seus estudis, va ensenyar psicologia en una universitat de Lwów.

Vogel va començar a escriure poesia mentre era a la universitat, inicialment en alemany i més tard en ídix. Va ser activa en els cercles literaris i va contribuir amb articles a diverses revistes ídix, com ara Sygnały i Wiadmosci Literackie. També va col·laborar amb assajos, ressenyes d'art, poesia i crítiques de poesia a Tsushtayer. Va ser amiga íntima de l'escriptor i pintor Bruno Schulz.

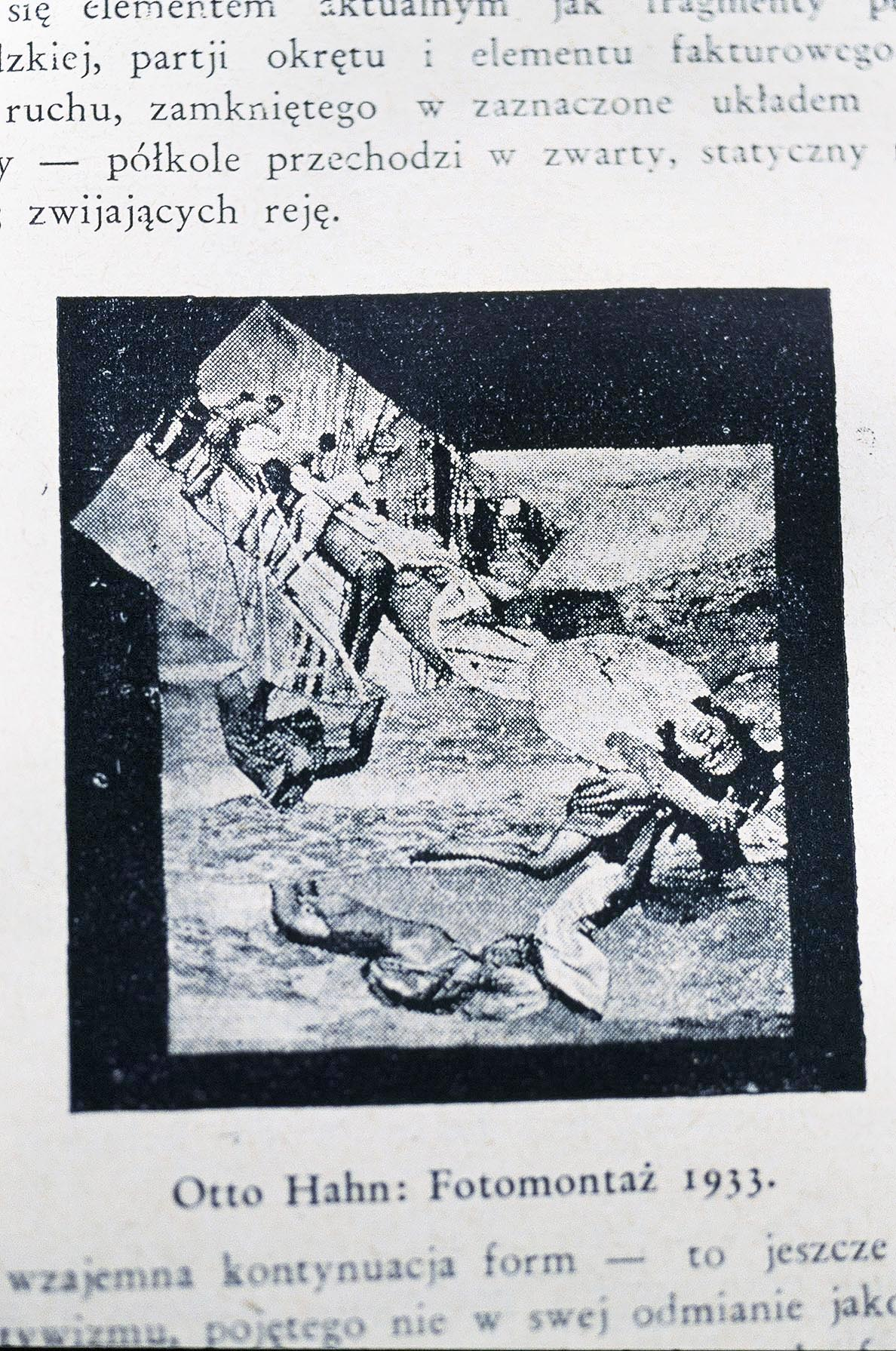
Il·lustració per a l'article de Vogel «Genealogia del fotomuntatge».

Vogel va ser una poeta i assagista prolífica. El seu llegat poètic es caracteritza per l'esperit experimental. Els seus poemes, escrits majoritàriament a la dècada del 1930, reflecteixen la perspectiva radical i minimalista contemporània de l'art. El seu experiment en poesia es va centrar principalment en la fusió de poesia i art. Va anomenar aquesta tècnica «paraules blanques» i la va descriure com un intent de «crear una nova expressió lírica de la condició urbana». Tanmateix, aquest estil no va ser apreciat pels crítics ni durant la seva vida ni més tard, que el consideraven massa intel·lectual, obscur i desproveït de temes feministes. Vogel va respondre a aquestes valoracions afirmant que el seu estil no era deliberat, sinó un resultat necessari per les experiències de la vida.
El 1932, Vogel es va casar amb un arquitecte i enginyer de Lwów anomenat Szulim Barenblüth, i el seu únic fill, Anzelm, va néixer el 1937. Juntament amb el seu marit i el seu fill, va ser assassinada al gueto de Lwów el 1942.